# Lamarão
Lamarão är en kommun i Brasilien.   Den ligger i delstaten Bahia, i den östra delen av landet, 1 100 km öster om huvudstaden Brasília. Antalet invånare är 9 027.
Omgivningarna runt Lamarão är huvudsakligen savann. Runt Lamarão är det ganska glesbefolkat, med 45 invånare per kvadratkilometer.